# Giovanni Oriolo
 (Pisciotta, 5 gennaio 1878 – Firenze, 22 febbraio 1954) è stato un prefetto e politico italiano.

## Biografia
Entrato nell'amministrazione dell'interno nel 1902 è stato commissario civile a Pola nel 1920-21, consigliere di prefettura a Lucca e Firenze, vice-prefetto a Massa Carrara, prefetto (e contemporaneamente presidente della locale Camera di commercio a Macerata, Potenza, Ascoli Piceno, Verona e Torino. Collocato a riposo nel 1937. Iscritto al PNF dal 1923 è stato dichiarato decaduto dall'Alta Corte di Giustizia per le Sanzioni contro il Fascismo con sentenza del 6 giugno 1945, confermata dalla Cassazione l'8 luglio 1948.